# 謝列霍夫
52°13′N 104°06′E / 52.217°N 104.100°E
謝列霍夫（俄语：Ше́лехов）是俄羅斯伊爾庫茨克州南部的一個城市，距州府伊爾庫茨克西南20公里。2002年人口47,520人。
1956年以探險家格爾奧基·謝列霍夫命名，1962年建市。

## 姐妹城市
- 日本能美市